# Qatar ved sommer-OL 2016
Qatar deltog ved Sommer-OL 2016 i Rio de Janeiro som blev arrangeret i perioden 5. august til 21. august 2016. 

## Medaljer
| 2016 Rio de Janeiro | Guld | Sølv | Bronze | Total |
| Qatar               | 0    | 1    | 0      | 1     |

### Medaljevinderne
| Qatar under sommer-OL 2016 i Rio de Janeiro | Qatar under sommer-OL 2016 i Rio de Janeiro | Qatar under sommer-OL 2016 i Rio de Janeiro | Qatar under sommer-OL 2016 i Rio de Janeiro | Qatar under sommer-OL 2016 i Rio de Janeiro |
| Medalje                                     | Navn                                        | Sport                                       | Event                                       | Dato                                        |
| ------------------------------------------- | ------------------------------------------- | ------------------------------------------- | ------------------------------------------- | ------------------------------------------- |
| Sølv                                        | Mutaz Essa Barshim                          | Atletik                                     | Mændenes højdespring                        | 16. august                                  |